# Снежина Петрова
Снежина Петрова Петрова е българска театрална и филмова актриса. Има роли в емблематични за българския театрален живот представления като „Три сестри“ – последното представление на големия режисьор Стоян Камбарев, което той постави в театър „София“ преди смъртта си, „Таня, Таня“, „Марат/Сад“ на Явор Гърдев, „Монолози за вагината“, „Археология на сънуването“, „Месец на село“. Участва в почти всички театрални постановки на режисьора Десислава Шпатова.
В Театър 199 участва в постановките: „Монолози за вагината“ от Ева Енслър, „Малка пиеса за детска стая“ и „Приятнострашно“ от Яна Борисова с режисьор Галин Стоев; „Живот х 3“ от Ясмина Реза и „Старицата от Калкута“ от Ханох Левин с режисьор Явор Гърдев; „Жени на ръба“ по Педро Алмодовар с режисьор Десислава Шпатова и „Веселите Разплюеви дни“ от Алекданър В. Сухово-Кобилин с режисьор Младен Киселов.
Отпечатъци от ръцете ѝ могат да бъдат видени на Стената на славата пред Театър 199 „Валентин Стойчев“.

## Биография
Родена е на 16 януари 1970 г. в Силистра. Премества се да живее и учи в София. По време на следването си играе в спектаклите на Театрална работилница „Сфумато“, а след дипломирането си до 2005 година е актриса на свободна практика. През 1994 година играе в пиесата „Частите на нощта“ от Георги Тенев, режисьор Явор Гърдев, Сливенски драматичен театър, а през следващата година в копродукция на Димитровградския и Хасковския драматичен театър „Слугините“ на Жан Жоне, режисьор Явор Гърдев.
През 1996 г. Снежина Петрова става съосновател и изпълнителен директор на сдружение „Легал арт център“ за независими театрални проекти, които са поставени на сцените на Сатиричния театър „Алеко Константинов“, Младежкия театър „Николай Бинев“, Театър 199 „Валентин Стойчев“.
От 2005 г. е асистент на Цветана Манева и преподавател по актьорско майсторство в департамент „Театър“ на Нов български университет. През 2012 г. става ръководител на департамента. Снежина Петрова осъществява и режисира театрални, музикални и радио-спектакли. Автор е на сценични адаптации на повече от 7 литературни творби и на образователните програми по театър ОКС „бакалавър“ и „магистър“ към НБУ.
През 2019 г. Снежина Петрова и режисьорката Десислава Шпатова разработват проекта „Медея“ на „Легал арт център“ в рамките на „Пловдив – Европейска столица на културата 2019“. Проектът има силен социален фокус. Инициативата събира в съвместна работа утвърдени имена от областта на театъра, деца от различни етноси в Пловдив – от ромската, турската, еврейската, арменска и българска общност, както и студенти от НБУ, стажанти, обучаващи се в различни хуманитарни и творчески специалности. Проектът завършва с мащабен спектакъл на Античния театър, на 28 юни 2019 г., който представя трагедията на Еврипид в нов превод от старогръцки език. Снежина Петрова влиза в ролята на Медея.

## Образование
През 1994 г. завършва НАТФИЗ „Кръстьо Сарафов“ със специалност „Актьорско майсторство за драматичен театър“ в експерименталния клас на Маргарита Младенова, Иван Добчев и Георги Дюлгеров. Прави специализация по актьорско майсторство при Кшищоф Зануси (1999 г.) и по съвременни танцови техники при Робърт Таниън. Участва в множество уъркшопи на Джей Шайбм, Робърт Таниън, Тадаши Сузуки и други.
През 2017 г. става отчислен докторант по програма „Театрознание и театрално изкуство“ в НБУ. През 2018 г. завършва обучение по Форум театър с лектор и водещ Руи Фрати, Theatre of the Oppressed, Париж.
Има основно музикално образование по пиано и солфеж. Владее английски и руски език.
Петрова е майка на две осиновени деца.

## Театрални постановки (Актриса)
През годините Снежина Петрова е участвала в спектаклите на сдружение „Легал арт център“, както и в представления на Народния театър „Иван Вазов“, Сатиричния театър „Алеко Константинов“, Младежкия театър „Николай Бинев“, Театър 199 "Валентин Стойчев", Театрална работилница „Сфумато“ и други. Работила е с режисьорите Стоян Камбарев, Младен Киселов, Галин Стоев, Явор Гърдев, Десислава Шпатова.
- 2022 г. - „Фиеста“, авторски движенчески спектакъл на Андреа Гаврилиу в Народния театър „Иван Вазов“
- 2021 г. – „Една българка“ – моноспектакъл на Снежина Петрова по разказа на Иван Вазов 
Режисьор: Десислава Шпатова
- 2020 г. – „Какво да правим с виолончелото“, на А. Вишняк, реж. Николай Поляков (Народен театър „Иван Вазов“)
- 2019 г. – „Ферма на животните“ по Джордж Оруел, реж. Десислава Шпатова (Театър 199 „Валентин Стойчев“)
- 2019 г. – Медея в „Медея“ на Еврипид, реж. Десислава Шпатова, „Легал арт център“, (Пловдив ЕСК2019 и НДК)
- 2015 г. – „Квартет“ на Хайнрих Мюлер, реж. Явор Гърдев (НДК)
- 2015 г. – „Чайка“ на Антон Чехов, реж. Явор Гърдев (НДК и Театър „Азарян“)
- 2013 г. – „Всичко ни е наред“ на Дорота Масловска, реж. Десислава Шпатова (Народен театър „Иван Вазов“)
- 2012 г. – „Идиот 2012“ по Фьодор Достоевски, реж. Десислава Шпатова (Народен театър „Иван Вазов“)
- 2012 г. – „Лов на диви патици“ на Вампилов, реж. Юри Бутусов (Народен театър „Иван Вазов“)
- 2011 г. – „Вълните“ на Арлет Ричи, реж. Арлет Ричи (Народен театър „Иван Вазов“)
- 2009 г. – „Госпожица Юлия“ на Аугуст Стриндберг, реж. Лилия Абаджиева (Народен театър „Иван Вазов“)
- 2009 г. – „Приятнострашно“ на Яна Борисова, реж. Галин Стоев (Театър 199 „Валентин Стойчев“)
- 2009 г. – „Гълъбът“ на Патрик Зюскинд, реж. Десислава Шпатова (Народен театър „Иван Вазов“)
- 2009 г. – „Fuck you, EU.RO.PA“ на Николета Есиненку, реж. Йохана Нидермюлер, (TART Production и Theater RAMPE – Щутгарт, Червената къща – София)
- 2009 г. – „ООО Сънят на Гогол“ на Иван Добчев и Маргарита Младенова (Театрална работилница „Сфумато“)
- 2008 г. – „Хамлет машина“ на Хайнер Мюлер, реж. Бернхарт Нидермюлер (Театър на Българската армия, TART Production и Theater RAMPE – Щутгарт, Национален театър – Люксембург)
- 2007 г. – "Стриндберг в Дамаск“ на Иван Добчев и Георги Тенев (Театрална работилница „Сфумато“)
- 2007 г. – „Малка пиеса за детска стая“ от Яна Борисова, реж. Галин Стоев (Театър 199 „Валентин Стойчев“)
- 2006 г. – „Кафе и цигари“, реж. Десислава Шпатова, независим проект на „Легал арт център“ (Театрална работилница „Сфумато“)
- 2006 г. – Марина Цветаева от „Станция-Елабуга“, реж. Маргарита Младенова (Театрална работилница „Сфумато“)
- 2006 г. – София Толстая от „Станция – Астапово“, реж. Иван Добчев (Театрална работилница „Сфумато“)
- 2006 г. – Варравин от „Веселите Разплюеви дни“ на Сухово-Кобилин, реж. [[Младен Киселов|Младен Киселов (Театър 199 „Валентин Стойчев“)
- 2005 г. – „Психоза 4,48“ на Сара Кейн, реж. Десислава Шпатова, независим проект на БАТ и „Легал арт център“ (Театрална работилница „Сфумато“)
- 2005 г. – „Не аз“ на Самюъл Бекет, реж. Иван Добчев (Театрална работилница „Сфумато“)
- 2004 г. – Наталия Петровна от „Месец на село“ на Иван Тургенев, реж. Маргарита Младенова (Народен театър „Иван Вазов“)
- 2004 г. – „DJ“ на Георги Господинов, реж. Десислава Шпатова (Сатиричен театър „Алеко Константинов“)
- 2003 г. – Соня от „Живот х 3“ на Ясмина Реза, реж. Явор Гърдев (Театър 199 „Валентин Стойчев“)
- 2003 г. – Марат от „Марат Сад“ на Петер Вайс, реж. Явор Гърдев (Варненски театър и Триумвиратус Арт Груп)
- 2002 г. – Мадам от „Слугините“ на Жан Жоне, реж. Десислава Шпатова, независим проект на „Легал арт Център“ (Сатиричен театър „Алеко Константинов“)
- 2002 г. – „Археология на сънуването“ на Иван Вирипаев, реж. Галин Стоев, независим проект на БАТ (Народен театър „Иван Вазов“)
- 2002 г. – Мия от „Дзен-порно“ на Милена Фучеджиева (Сатиричен театър „Алеко Константинов“)
- 2001 г. – Пепа от „Жени на ръба“ по Педро Алмодовар, реж. Десислава Шпатова, независим проект на „Легал арт Център“ Младен Киселов (Театър 199 „Валентин Стойчев“)
- 2001 г. – „Монолози за вагината“ на Ева Енслър, реж. Галин Стоев и Младен Киселов (Театър 199 „Валентин Стойчев“)
- 2000 г. – Настася Филиповна от „Идиот“ по Фьодор Достоевски, реж. Десислава Шпатова, независим проект на „Легал арт Център“ (Младежки театър „Николай Бинев“)
- 1999 г. – Мертьой от „Опасни връзки“ по Шодерло дьо Лакло, реж. Десислава Шпатова, независим проект на „Легал арт Център“ (Сатиричен театър „Алеко Константинов“)
- 1999 г. – „Отвъд Отвъд“, реж. Десислава Шпатова, независим проект на „Легал арт център“
- 1998 г. – Маша от „Три сестри“ на Антон Чехов, реж. Стоян Камбарев (Театър „София“)
- 1998 г. – „Сънят на Одисей“, реж. Явор Гърдев (Театрална работилница „Сфумато“)
- 1997 г. – Донна Анна от „Една любов на Жуан“ по „Каменният гост“ на Александър Пушкин, реж. Десислава Шпатова, независим проект на „Легал арт център“ (Сатиричен театър „Алеко Константинов“)
- 1996 г. – Клер от „Слугините“ на Жан Жоне, реж. Явор Гърдев, (коопродукция на Димитровградски и Хасковски драматичен театър)
- 1995 г. – „Частите на нощта“ от Георги Тенев (Сливенски драматичен театър)
- 1993 г. – „Падането на Икар“, по текстове на Радичков и Бергман, реж. Иван Добчев (Театрална работилница „Сфумато“)
- 1992 г. – „Думи към Б.“ по Боян Папазов и Самюъл Бекет, реж. Иван Добчев (Театрална работилница „Сфумато“)

## Театрални постановки и проекти (ръководител и режисьор)
Драматург и ръководител на проекти:
- 2016 г. – „Промяната“ по текстове на Лив Улман и Бергман, реж. Десислава Шпатова, Университетски театър на НБУ
- 2015 г. – „Двама бедни румънци говорещи полски“, реж. Десислава Шпатова, „Легал арт център“, Университетски театър на НБУ и [[Театрална работилница „Сфумато“
- 2015 г. – „Влюбените“ по Голдони, реж. Десислава Шпатова, Университетски театър на НБУ
- 2014 г. – „Нещо ме гризе“ по текстове на Камен Донев, Университетски театър на НБУ

Режисьор на:
- сезон 2012/13 – Акция „2013 - Мечти“ - презентация на идея – Университетски театър на НБУ
- сезон 2012/13 – Акция „Приемно време“ – Университетски театър на НБУ
- сезон 2012/13 – „Летене“ на Оля Мухина – Университетски театър на НБУ
- сезон 2011/12 – „Ела, легни върху мен“ – авторски спектакъл по поезията на Силвия Чолева, Фестивали – „Друмеви дни“, гр. Шумен, 2012, Малък сезон 2012, Театрална работилница „Сфумато“
- сезон 2010/11 – „Шейк в лятна нощ" – театрален РАП проект по Шекспир, Университетски театър на НБУ, Малък сезон 2012, Театрална работилница „Сфумато“

- сезон 2009/10 – „ЧЕХОВ by night“ – композиция за пиано и текст
- сезон 2009/10 – „Сватба“ – версия втора, по Елиас Канети – Университетски театър на НБУ, Народен театър „Иван Вазов“
- сезон 2009/10 – „Малки царства" по Елена Алексиева, Университетски театър на НБУ, Театрална работилница „Сфумато“ – Фестивали – Малък сезон 2009, Театрална работилница „Сфумато“ и „Младите“ в Младежки театър „Николай Бинев“ 2009 г.
- сезон 2008/09 – „Сватба“ – версия първа, по Елиас Канети – Сатиричен театър „Алеко Константинов“, Малък сезон 2009, Театрална работилница „Сфумато“

## Филмография (актриса)
- 2016 г. – „Жалейка“, реж. Елица Петкова
- 2014 г. – „Потъването на Созопол“, реж. Костадин Бонев
- 2014 г. – „Буферна зона“, сц. Георги Дюлгеров, реж. Георги Дюлгеров
- 2013 г. – „Четвърта власт“, сериал на БНТ, реж. Димитър Коцев-Шошо и Стоян Радев
- 2013 г. – „Шшшт... Попей ми!“, къс. филм, реж. Андрей Волкашин и Петър Вълчев
- 2008 г. – „Дзифт“, сц. Владислав Тодоров, реж. Явор Гърдев
- 2004 г. – „Ганьо Балкански се завърна от Европа“ (4-сер. тв) – Маринова (в 1 серия: IV)
- 2002 г. – „Подгряване на вчерашния обед“, реж. Костадин Бонев
- 1997 г. – „Разговор с птици“, реж. Румяна Петкова
- 1997 г. – „Valkanizater“
- 1996 г. – „Платено милосърдие“, реж. Георги Дюлгеров

## Дублаж
- „Рапунцел и разбойникът“ – Майка Готел, 2010

## Радиопроекти (режисьор)
- 2015 г. – „Името“ на Силвия Чолева, радиотеатър с участието на Цветана Манева, програма „Христо Ботев“
- 2014 г. – „Ела, легни върху мен“ – проект в БНР, радиотеатър, програма „Христо Ботев“

## Концертни постановки (режисьор)
- 2015 г. – Юбилеен концерт на Райна Кабаиванска, зала 1 на НДК

## Признание и награди
Носител е на няколко награди и номинации:
- 2020 г. – Награда „Икар“ на Съюза на артистите в България за значимостта и постиженията на проект „Медея“
- 2019 г. – Национална награда за хуманитаристика на името на проф. Богдан Богданов, НБУ
- 2017 г. – Награда „Актьор на Европа“, международен театрален фестивал Преспа, Северна Македония
- 2015 г. – Номинация за „Аскеер“ за главна женска роля за „Каквато ти ме искаш“ на Народен театър „Иван Вазов“
- 2014 г. – Награда „Златна роза“ за главна женска роля на МФФ „Златна роза“, Варна
- 2010 г. – Наградата „Икар“ на Съюза на артистите в България „за поддържаща женска роля“: ролята на (Тя) в „Гълъбът“ по Патрик Зюскинд, в Народен театър „Иван Вазов“
- 2008 г. – Награда на София за ярки постижения в областта на културата
- 2008 г. – Награда за главна женска роля от Друмеви театрални празници „Нова българска драма“, Шумен, за в „Малка пиеса за детска стая“
- 2008 г. – Втора награда за главна женска роля от Националния театрален фестивал на малките форми, Враца, за ролята на Жана в „Малка пиеса за детска стая“, реж. Галин Стоев, Театър 199 „Валентин Стойчев“
- 2008 г. – Награда „Аскеер“ за поддържаща женска роля за ролята на Дагни Юел в „Стриндберг в Дамаск“, Театрална работилница „Сфумато“
- 2008 г. – Номинация за „Икар“ за главна женска роля в „Старицата от Калкута“, Театър 199 „Валентин Стойчев“
- 2007 г. – носител на награда „Икар“ за главна женска роля в пиесите „Станция Астапово“ и „Станция Елабуга“, от Програма „Изход“, авторски спектакли на Иван Добчев и Маргарита Младенова, Театрална работилница „Сфумато“
- 2006 г. – награда на Министерство на културата за принос в развитието и популяризирането на българската култура
- 2006 г. – номинация за „Аскеер“ за главна женска роля в „Станция Елабуга“
- 2002 – награда за най-добра женска роля за ролята в „Дзен-порно“, Шуменски фестивал
- 2001 – награда „Златно перо“ за принос в българската култура
- 2001 – номинация за „Аскеер“ за главна женска роля в „Монолози за вагината“
- 1999 – номинация за „Аскеер“ за главна женска роля в „Опасни връзки“